# Zonopimpla
Zonopimpla är ett släkte av steklar. Zonopimpla ingår i familjen brokparasitsteklar.

## Dottertaxa tillZonopimpla, i alfabetisk ordning[1]
- Zonopimpla aguilari
- Zonopimpla albicincta
- Zonopimpla apicalis
- Zonopimpla armandoi
- Zonopimpla ashmeadi
- Zonopimpla atriceps
- Zonopimpla aurae
- Zonopimpla barbosai
- Zonopimpla bermudezi
- Zonopimpla brachysiphaga
- Zonopimpla carolinae
- Zonopimpla duviliae
- Zonopimpla fasciata
- Zonopimpla hebeae
- Zonopimpla humbertoi
- Zonopimpla lilae
- Zonopimpla lizanoi
- Zonopimpla lorraineae
- Zonopimpla marvini
- Zonopimpla mirandai
- Zonopimpla morai
- Zonopimpla nigriceps
- Zonopimpla onoroi
- Zonopimpla snortumi
- Zonopimpla tenorioi
- Zonopimpla tricolor
- Zonopimpla vargasi
- Zonopimpla zamorae
- Zonopimpla zumbadoi
- Zonopimpla zunigai